# ريتشارد بي. أوغيلفي
ريتشارد بي. أوغيلفي (بالإنجليزية: Richard B. Ogilvie)‏ هو سياسي أمريكي، ولد في 22 فبراير 1923 بكانساس سيتي في الولايات المتحدة، وتوفي في 10 مايو 1988 بشيكاغو في الولايات المتحدة بسبب نوبة قلبية. حزبياً، نشط في الحزب الجمهوري. وقد انتخب حاكم إلينوي ‏ (13 يناير 1969 – 8 يناير 1973).